# Horace Lamb
Horace Lamb (27 de noviembre de 1849 – 4 de diciembre de 1934) fue un matemático aplicado británico, autor de varios textos influyentes sobre física clásica, entre ellos "Hydrodynamics" (Hidrodinámica) (1895) y "Dynamical Theory of Sound" (Teoría Dinámica del Sonido) (1910). Ambas publicaciones han sido reimpresas en numerosas ocasiones.

## Biografía

### Primeros años
Lamb nació en Stockport, Cheshire, hijo de John Lamb y de su mujer Elizabeth Rangeley. Su padre era capataz en una fábrica de algodón, y había obtenido alguna distinción por una invención para mejorar el funcionamiento de las máquinas. Murió cuando su hijo era todavía pequeño, y su viuda se casó de nuevo poco después. Horace se fue a vivir con la hermana de su madre, la señora Holland.
Asistió a la Escuela de Gramática Stockport, donde coincidió con un excelente profesor, el reverendo Charles Hamilton, quien le transmitió su entusiasmo tanto por los poetas griegos y latinos como por las matemáticas.
En 1867, con solo diecisiete años, obtuvo una beca de cultura clásica en el Queen's College de la Universidad de Cambridge. Al ser demasiado joven, se le aconsejó que rechazara la beca para servir durante un año en el Owens College de Mánchester.
Al año siguiente Lamb superó con honores las pruebas matemáticas de acceso al Trinity College, donde fue alumno de James Clerk Maxwell y de George Gabriel Stokes, siendo elegido socio de la institución en 1872.
Era aficionado a dar largos paseos campestres por Cambridge, realizando una visita ocasional a Suiza. Leía mucho en francés, alemán, e italiano, y en sus últimos años viajó por Italia. En el Trinity enseñó matemática elemental para los exámenes de ingreso; e impartió cursos superiores sobre dinámica del sólido rígido, hidrodinámica, y acústica.
Lamb se comprometió con Elizabeth Foot, de Dublín, cuñada de su antiguo director, el señor Hamilton. Se casaron en 1875 y después del viajer a El Cabo, se instalaron en Adelaida.

### Carrera
En 1875 Lamb fue nombrado el primer Profesor Decano de Matemáticas de la recién fundada Universidad de Adelaida. En los 10 años siguientes, con pocos alumnos, su carga te trabajo era relativamente ligera. En 1878 apareció su original "A Treatise on the Mathematical Theory of the Motions of Fluids" (Un Tratado Sobre la Teoría Matemática del Movimiento de los Fluidos).
En 1883 publicó un artículo en las Transacciones Filosóficas de la Royal Society, en el que aplica las ecuaciones de Maxwell al problema del flujo oscilatorio en conductores esféricos, un análisis pionero de lo que más tarde sería conocido como el efecto pelicular.
Obtuvo la cátedra de Matemáticas en la Universidad Victoria de Mánchester en 1885 (renombrada cátedra Beyer en 1888), cargo en el que permaneció hasta su jubilación en 1920.
Su "Hydrodynamics" apareció en 1895 (6º edición en 1933). Sus otros trabajos incluyen "An Elementary Course of Infinitesimal Calculus" (Un Curso Elemental de Cálculo Infinitesimal) (1897, 3º edición en 1919), "Propagation of Tremors over the Surface of an Elastic Solid" (Propagación de Vibraciones sobre la Superficie de un Sólido Elástico) (1904), "The Dynamical Theory of Sound" (La Teoría Dinámica de Sonido) (1910, 2º edición en 1925), "Statics" (Estática) (1912, 3º edición en 1928), "Dynamics" (Dinámica) (1914), "Higher Mechanics" (Mecánica Superior) (1920) y "The Evolution of Mathematical Physics" (La Evolución de la Física Matemática) (1924).
En 1932 Lamb dirigió una circular a la Asociación Británica para el Avance de la Ciencia, en la que expresó la dificultad de explicar y estudiar los fenómenos de turbulencia en fluidos. Llegó a decir que "Ahora soy un hombre anciano, y cuando muera y vaya al cielo, tengo dos asuntos sobre los que espero obtener explicaciones. Uno es la electrodinámica cuántica, y el otro es el movimiento turbulento de fluidos. Sobre el primero soy bastante optimista."
Lamb también es conocido por su descripción de las ondas especiales en capas sólidas delgadas, conocidas en su honor como ondas de Lamb.
En 1875 se casó con Elizabeth Foot (1845-1930) de Dublín. Lamb fue sobrevivido por tres hijos y cuatro hijas, todos ellos (incluido el pintor Henry Lamb) nacidos en Adelaida, Australia del Sur.
Está enterrado con su esposa en la Parroquia del Ascension Burial Ground de Cambridge.

## Reconocimientos y honores
- Lamb fue elegido miembro de la Royal Society en 1884,[7] de la que fue dos veces vicepresidente, recibió su Medalla Real en 1902, y su honor mayor, la Medalla Copley en 1924.
- También sirvió como presidente de la Sociedad Matemática de Londres (1902–1904), como presidente de la Sociedad Filosófica y Literaria de Mánchester, y como presidente de la Asociación Británica en 1925.[8]
- Fue nombrado caballero ("Sir Horace Lamb") en 1931
- Una sala del Edificio Alan Turing de la Universidad de Mánchester está nombrada en su honor, y en 2013 fue creada la 'Cátedra Sir Horace Lamb en dicha Universidad.

## Eponimia
Llevan su nombre:
- El cráter lunar Lamb
- Las Ondas de Lamb
- El Vórtice de Lamb–Oseen

## Lecturas relacionadas
- Lamb, Horace (1895), Hydrodynamics, Cambridge University Press.
- Lamb, Horace (1910), The Dynamical theory of sound, London Edward Arnold.
- Lamb, Horace (1879), A treatise on the mathematical theory of the motion of fluids, Cambridge University Press.
- Lamb, Horace (1920), Higher mechanics, Cambridge University Press.
- Lamb, Horace (1914), Dynamics, Cambridge University Press.
- Lamb, Horace (1919), An elementary course of infinitesimal calculus, Cambridge University Press.
- Lamb, Horace (1912), Statics, including hydrostatics and the elements of the theory of elasticity, Cambridge University Press.
- Lamb, Horace (1919), The Evolution Of Mathematical Physics.
- Lamb, Horace. (1928). Statics: Including Hydrostatics and the Elements of the Theory of Elasticity. Cambridge University Press (reissued by Cambridge University Press, 2009; ISBN 978-1-108-00531-9)
- Lamb, Horace. (1961). Dynamics. Cambridge University Press (reissued by Cambridge University Press, 2009; ISBN 978-1-108-00533-3)
- Lamb, Horace. (1956). An Elementary Course of Infinitesimal Calculus. Cambridge University Press (reissued by Cambridge University Press, 2009; ISBN 978-1-108-00534-0)
- Paul J. Nahin, Oliver Heaviside: Sage in Solitude, (1988), IEEE Press, New York, ISBN 0-87942-238-6
- Serle, Percival (1949). «Lamb, Horace». Dictionary of Australian Biography. Sídney: Angus and Robertson.